# اس‌اس کنگشلم
اس‌اس کنگشلم (به انگلیسی: SS Kungsholm) یک کشتی است.